# Charles Coburn
Charles Douville Coburn (født 19. juni 1877 i Savannah, Georgia, USA, død 30. august 1961 i New York) var en amerikansk teater- og filmskuespiller.
Han vandt en Oscar i 1943 i klassen for bedste mandlige birolle som "Benjamin Dingle" i filmen The More the Merrier. Han har fået en stjerne på Hollywood Walk of Fame, for sin indsats indenfor filmbranchen. Charles Coburn var bedstefar til skuespilleren James Coburn.
Coburn døde 30. august 1961 af en blodprop i hjertet.